# Drosophila serido
Drosophila serido este o specie de muște din genul Drosophila, familia Drosophilidae, descrisă de Vilela și Sene în anul 1977. Conform Catalogue of Life specia Drosophila serido nu are subspecii cunoscute.